# Alto Orinoco
Alto Orinoco é um município da Venezuela localizado no estado de Amazonas. A capital do município é o povoado de La Esmeralda.